# Тлюстенхабль
Тлюстенха́бль (адыг. Лъэустэнхьабл) — посёлок городского типа в Теучежском районе Республики Адыгея России. Административный центр Тлюстенхабльского городского поселения.
Расположен на левом берегу реки Кубани, напротив посёлка Гидростроителей (микрорайон Краснодара). Близ посёлка находится плотина Краснодарского водохранилища реки Кубани.

## История
Тлюстенхабль был основан во второй половине XIV века, подтверждением этому служат археологические раскопки советского периода (1930—1940 годы), научно употребляемая дата основания — 1399 год. В конце XVIII века в него были переселены бжедугские князья, изгнанные из своих поместий во время восстания крестьян в Бжедугии. Близкое расположение Тлюстенхабля к городу  Екатеринодару обусловлено тем, что князья, проживавшие в этом поселке, находились под охраной кубанских казаков по приказу Екатерины II.
Тлюстенхабль получил статус рабочего посёлка 28 февраля 1973 года. В посёлок, центральная и восточная часть которого были затоплены водами водохранилища, также как и в город Адыгейск, были переселены жители затопленных водохранилищем населённых пунктов.

## Население
| 1979  | 1989  | 2002  | 2010  | 2012  | 2013  | 2014  | 2015  | 2016  |
| ----- | ----- | ----- | ----- | ----- | ----- | ----- | ----- | ----- |
| 4137  | ↘3869 | ↗4961 | ↗5403 | ↗5585 | ↘5555 | ↗5639 | ↗5660 | ↗5668 |
| 2017  | 2018  | 2019  | 2020  | 2021  | 2023  | 2024  |       |       |
| ↘5635 | ↘5619 | ↘5584 | ↗5620 | ↗7130 | ↗7244 | ↘7240 |       |       |

Национальный состав
По итогам переписи населения 2020 года проживали следующие национальности (национальности менее 0,2 % и другое см. в сноске к строке «Другие»):
| Национальность  | Численность, чел. | Доля     |
| --------------- | ----------------- | -------- |
| Русские         | 4 850             | 68,02 %  |
| Адыги (Черкесы) | 1 073             | 15,05 %  |
| Армяне          | 194               | 2,72 %   |
| Азербайджанцы   | 117               | 1,64 %   |
| Украинцы        | 62                | 0,87 %   |
| Таджики         | 55                | 0,77 %   |
| Аварцы          | 50                | 0,70 %   |
| Грузины         | 50                | 0,70 %   |
| Узбеки          | 43                | 0,60 %   |
| Даргинцы        | 37                | 0,52 %   |
| Татары          | 35                | 0,49 %   |
| Абхазы          | 28                | 0,39 %   |
| Лезгины         | 20                | 0,28 %   |
| Цыгане          | 17                | 0,24 %   |
| Другие          | 499               | 7,01 %   |
| Итого           | 7130              | 100,00 % |

## Экономика
Рыбоводный осетровый завод. Бо́льшая часть населения занята на предприятиях и в организациях Краснодара. На территории посёлка находятся:
- производство по переработке бумажных отходов (изготовление подставок под куриные яйца),
- строительные базы,
- предприятия по производству:
  - бетонных блоков,
  - пеноблоков,
  - газоблоков,
  - тротуарной плитки,
  - кальянов.

## Социальная структура
В пгт. Тлюстенхабле действуют:
- МОУ «СОШ № 10»,
- ДОУ «Тополёк»,
- ДОУ «Золотая рыбка»,
- дом культуры,
- следственный изолятор № 2  УФСИН по РА,
- исправительная колония № 1  УФСИН по РА,
- лечебно-профилактическое учреждение № 5 УФСИН по РА[20],
- управление по надзору за рыбными ресурсами РА (рыбнадзор).

На базе МОУ «СОШ №10» действуют секции велоспорта и дзюдо. Дети, занимающиеся в данных секциях, ежегодно занимают призовые места на всевозможных соревнованиях, начиная с региональных первенств и заканчивая всероссийскими соревнованиями и международными турнирами.